# Copelatus ternatensis
Copelatus ternatensis är en skalbaggsart som beskrevs av Régimbart 1899. Copelatus ternatensis ingår i släktet Copelatus och familjen dykare. Inga underarter finns listade i Catalogue of Life.